# Manon Cyr
Manon Cyr est une conseillère en développement économique et femme politique québécoise. Elle est mairesse de Chibougamau depuis 2009. Elle est la première femme à occuper ce poste. De 2014 à 2016 et de 2018 à 2020, elle est présidente du Gouvernement régional d'Eeyou-Istchee-Baie-James, qui est le seul gouvernement régional au Québec.

## Biographie
Manon Cyr est la fille du chef cuisinier Renaud Cyr et la sœur du chef et directeur culinaire du Fairmont Château Frontenac, Frédéric Cyr. Elle est titulaire d’un baccalauréat en science politique (1985) et d’une maîtrise en aménagement du territoire et développement régional (1990) de l’Université Laval. 
Originaire de Montmagny, elle déménage à Chibougamau en 1990 pour un poste d’agente de développement régional à la Société de développement de la Baie-James. Elle a ensuite occupé différents emplois à Chibougamau, dont celui de conseillère à la direction régionale du Nord-du-Québec du ministère des Affaires municipales et des Régions et de conseillère en développement économique au ministère du Développement économique, de l’Innovation et de l’Exportation.  

Elle est invitée d’honneur au 40e anniversaire de l'École supérieure d’aménagement du territoire et de développement régional en 2013-2014.  

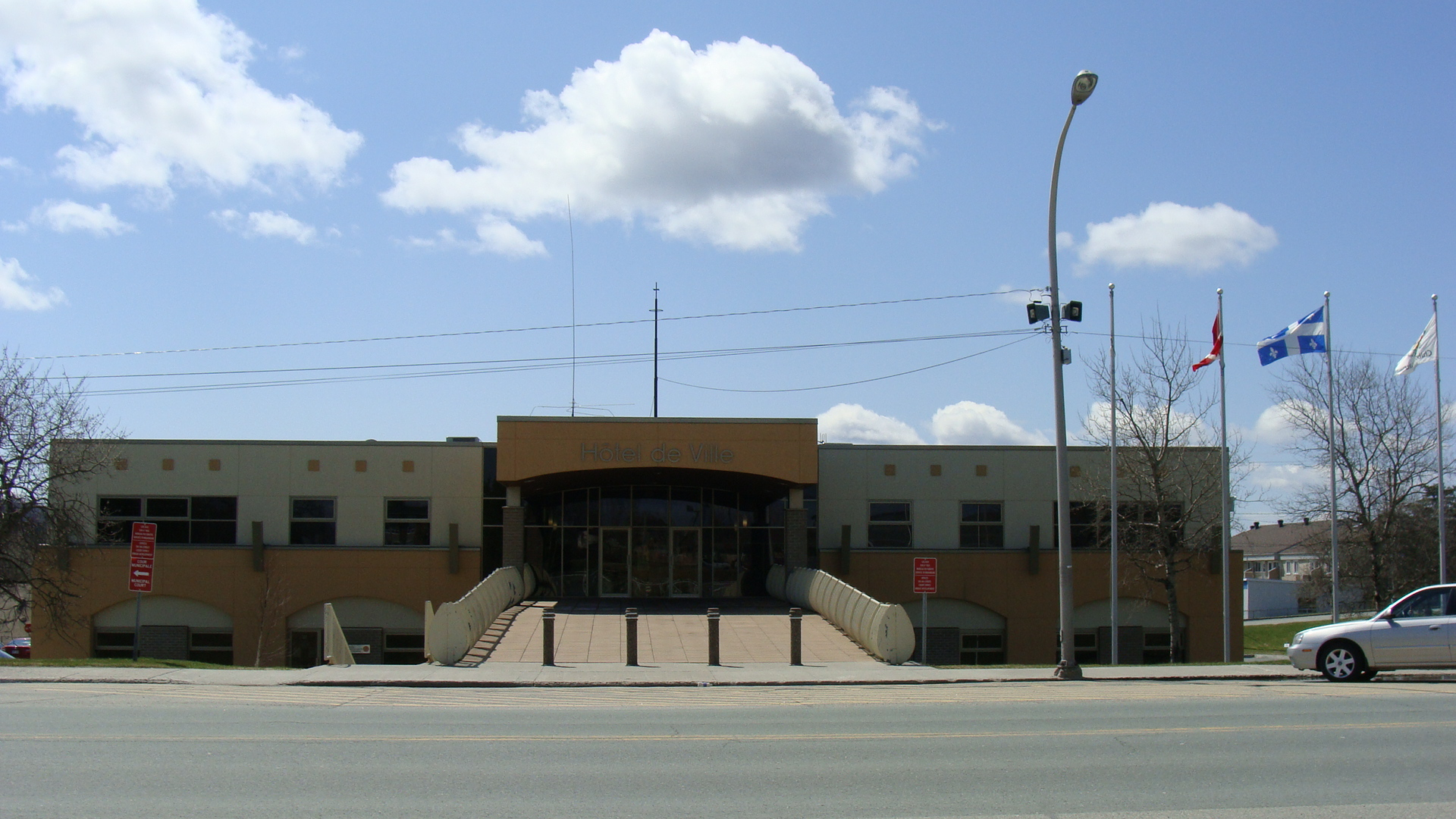
Hôtel de ville de Chibougamau.

## Carrière politique

### Politique municipale
Manon Cyr se présente d’abord comme conseillère municipale du district numéro 4 de Chibougamau aux élections municipales de 2005. Elle se fait élire par acclamation. Elle sollicite ensuite le poste de mairesse aux élections municipales de 2009 et remporte l'élection avec 62,4 % des votes. Elle est la première femme à occuper ce poste. 
Elle est réélue sans opposition au poste de mairesse aux élections municipales de 2013.  
Lors du conseil municipal du 23 janvier 2017, elle annonce qu’elle sollicite un troisième mandat à la mairie. Elle est à nouveau élue avec 51,75 % des voix.    
En juin 2021, elle annonce qu’elle se représente au poste de mairesse de Chibougamau pour les élections municipales de novembre 2021. Elle est réélue sans opposition pour un quatrième mandat. 

### Politique régionale
À titre de mairesse de Chibougamau, elle est membre du conseil d’administration de l’Administration régionale Baie-James. Elle siège également au Gouvernement régional Eeyou Istchee Baie-James (GREIBJ). Elle est présidente de ce gouvernement régional de 2014 à 2016, puis de 2018 à 2020.
Le GREIBJ est le seul gouvernement régional au Québec. Il est composé de onze représentants des communautés autochtones et onze représentants des communautés allochtones de la région d'Eeyou-Istchee-Baie-James. Ce gouvernement régional exerce des compétences conférés à une municipalité, à une municipalité régionale de comté, à une conférence régionale des élus ainsi que des compétences en matières de gestion du territoire et des ressources naturelles. En 2018, 31 781 personnes vivaient sur ce territoire. 

### Union des municipalités du Québec
Manon Cyr est membre du conseil d’administration de l’Union des municipalités du Québec depuis 2010. Elle est réélue à son poste en 2014 et en 2019. Depuis 2019, elle est vice-présidente du Caucus des municipalités de centralité. Elle est aussi membre du comité sur le transport ferroviaire, du comité conjoint sur les enjeux autochtones en milieu urbain, du comité sur le transport aérien et du comité sur la forêt.  

## Récompenses et distinctions
En 2022, Manon Cyr remporte le prix Francine-Ruest-Jutras de l'Union des municipalités du Québec. Cette distinction vise à reconnaître le leadership et l'excellence des femmes en politique municipale et en gouvernance locale,. 